# Predátorská konference
Predátorská konference se vydávavá za legitimní vědeckou konferenci. Organizátoři podvodu avizují konferenci a vyzývají vědce, aby předkládali své materiály a uhradili registrační poplatek. Pokud se konference koná, neposkytuje přínos vědecké komunitě, případně se ani nekoná. Hlavním účelem predátorských konferencí je finanční zisk, především z registračních poplatků.
Model predátorských konferencí zneužívá přirozené touhy výzkumníků prezentovat svůj výzkum a výsledky výzkumné práce. Obětí predátorských konferencí bývají také mladí nezkušení vědci. Kvůli nastartování kariéry se potřebují účastnit mezinárodních konferencí a prosadit své jméno, čehož predátorské konference zneužívají. Účast na predátorské konferenci, byť omylem, nejenže vědci nepomůže v budování reputace ve vědecké komunitě, naopak ji může poškodit.

## Druhy predátorských konferencí
Predátorské konference mívají dvě formy:
1. Konference se vůbec nekoná – Informace o konferenci se objeví na webových stránkách, často také v nevyžádaném e-mailu. Uvedený organizátor zažádá o zaplacení poplatku, přičemž po zaplacení přestane komunikovat. Akce nikdy neproběhne.
2. Konference nízké kvality – Akce předstírající legitimní vědeckou konferenci sice proběhne, ale kvalita neodpovídá běžným standardům (chybějící přednášející, příliš obecné prezentace, prezentace bez logické souvislosti, časté změny v programu, chabá organizace).[3]

## Znaky predátorských konferencí
Centrum pro podporu open science Univerzity Karlovy na svém webu zveřejňuje seznam znaků, které mohou značit predátorskou konferenci.
- Místo konání konference je turisticky lákavou destinací (Paříž, Dubaj, Řím, Tokio apod.).
- V názvu konference jsou obecné výrazy jako „global“, „international“ aj.
- Pozvánky a komunikace s organizátorem obsahují četné gramatické chyby a překlepy.
- Pozvánky jsou rozesílány e-mailem jako nevyžádaná zpráva (spam) či formou soukromé zprávy na sociálních sítích (LinkedIn, Facebook apod.).
- Pozvánky jsou rozesílány z veřejného e-mailového účtu bez afiliace k instituci (Gmail, Hotmail, Seznam, Centrum apod.).
- V pozvánce jste vyzváni, abyste na konferenci přizvali své kolegy (i k aktivní participaci).
- Jste zváni na konferenci, jejíž téma se neshoduje s oblastí vašeho výzkumu a s expertízou.
- Konference se věnuje velkému počtu tematických oblastí, které na sebe nijak logicky nenavazují.
- Konference se koná pouze online (tzv. virtuální konference).
- Často a opakovaně se mění důležité termíny (zaslání abstraktu, termín konference, termín registrace).
- Konferenci předchází neobvyklý proces přijímání příspěvku (bez výběrového a recenzního řízení).
- Způsob platby registračního poplatku je jiný než platba kreditní kartou.
- Často se k platbě váže „non-refundable policy“, tedy v případě zrušení konference se peníze nevracejí nebo se vracejí formou kreditu na další z konferenci.
- Organizátor konference uvádí lživé informace o indexaci či organizaci významným vydavatelem či službou.
- Informace o programu konference jsou nejasné a často se mění.
- V e-mailu s pozvánkou je v předmětu zprávy uvedeno „you are invited“.
- Organizátor zašle certifikát o účasti na konferenci po zaplacení registračního poplatku.[3]

## Iniciativy proti predátorským konferencím

### Think. Check. Attend.
„Think. Check. Attend.“ je iniciativa, která se snaží asistovat výzkumníkům při výběru důvěryhodných konferencí k prezentaci vědecké práce. Iniciátorem je organizace Knowledge E.
Jako jeden z nástrojů stránka nabízí tzv. kontrolor konferencí (conference checker) – online formulář napomáhající ověření důvěryhodnosti konference. Ten radí výzkumníkům, jaké otázky si klást při ověřování důvěryhodnosti konference, a zároveň jim pomáhá ve vyhodnocení.
„Think. Check. Attend.“ má také českou podobu ve formě stránky „Vím, kde konferuji“. Ta je součástí webu „Vím, kde publikuji“.